# Escapist Magazine
Escapist Magazine (precedentemente noto come The Escapist) è un sito web e una rivista online di videogiochi statunitense. Lanciato come rivista online settimanale da Themis Media il 12 luglio 2005, The Escapist alla fine si è trasformato in un tradizionale formato di giornalismo web.
Nel 2018, Escapist Magazine ha lanciato Volume Two, un sito web creato dopo la nuova proprietà di  Enthusiast Gaming, che possiede anche Destructoid.

## Storia
The Escapist è stato concepito come una rivista in formato PDF da Themis Media, il cui presidente Alexander Macris aveva precedentemente trovato successo con il sito gemello WarCry Network. La caporedattrice Julianne Greer non era stata coinvolta nel settore dei giochi in precedenza e aveva un background nel settore del marketing e nei nuovi media.
La prima edizione presentava brani di noti autori della comunità di gioco, tra cui Jerry Holkins, Kieron Gillen e John Scott Tynes. I numeri successivi avevano articoli di Tom Chick, Allen Varney, Jim Rossignol e altri scrittori di spicco del settore dei giochi, tra cui un pezzo in quattro parti del noto autore di videogiochi Warren Spector. Secondo Themis, alla fine del 2006 il sito web contava 150.000 lettori mensili. Il sito web MMORPG.com nota che la webzine era diventata il "marchio di punta" per Themis, che gestiva altri siti web e iniziative legate al settore dei giochi.
Il 9 luglio 2007, il sito è stato rilanciato con un design completamente nuovo, che ha visto anche la fine delle edizioni settimanali in PDF e una variazione della grafica per renderla più simile a quella di altri siti web. Sebbene l'argomento settimanale e il programma di pubblicazione fossero mantenuti, le nuove aggiunte di contenuti regolari includevano più recensioni di giochi, articoli editoriali, e un rilancio dello Shoot Club di Tom Chick.
L'aggiunta più notevole alla gamma di contenuti fu Zero Punctuation, una serie settimanale di recensioni animate che portò a un aumento di quattro volte del traffico web. Nei successivi quattro anni, The Escapist acquisì come collaboratori diversi creatori tra cui LoadingReadyRun, Miracle of Sound e Bob "MovieBob" Chipman, oltre a contribuire a lanciare Extra Credits come marchio dei video dei suoi creatori.
Nel 2010, The Escapist ha lanciato un servizio di abbonamento chiamato Publisher's Club che, per 20$ all'anno, rimuove gli annunci pubblicitari dal sito, dà vantaggi per il forum e rende possibile la partecipazione a concorsi speciali.

### Dispute e declino (2011–2017)
Verso la fine di luglio 2011, iniziò una disputa tra The Escapist e il team di Extra Credits che dopo alcuni anni portò alla rottura. Negli anni 2010 avvennero poi alcuni cambi di proprietà riguardanti Themis Media che fu acquisita da Alloy Digital per una somma non divulgata. Nel 2014, Alloy Digital si fuse con Break Media per formare Defy Media, e il 21 gennaio 2015 Defy Media annunciò che avrebbe tagliato il personale in alcuni dei suoi siti principali, tra cui The Escapist, GameTrailers e GameFront. Nel 2016, The Escapist licenziò alcuni dipendenti e chiuse la sua sede principale a Durham, nella Carolina del Nord, lasciando la sede principale del sito web nei dintorni di Seattle.

### Rilancio
Nel luglio 2018, The Escapist fu acquistata da Enthusiast Gaming, proprietario di Destructoid, e fu annunciato un rilancio chiamando come caporedattore Russ Pitts, e il nome del sito web è cambiato a Escapist Magazine Volume 2. The Big Picture, prodotto da MovieBob, è stata la prima serie a essere rilanciata ufficialmente insieme alla continuazione di Zero Punctuation.
L'11 febbraio 2019, a seguito di uno scambio su Twitter con Zoë Quinn su un articolo ora cancellato su Gamergate, Russ Pitts annunciò che avrebbe preso un "congedo volontario" da The Escapist. Nick Calandra, che è entrato a far parte del sito nel 2019 come Managing Director of Video, ha sostituito Pitts come caporedattore a luglio 2019.